# Parafia św. Józefa Oblubieńca Najświętszej Maryi Panny w Połczynie-Zdroju
Parafia pw. św. Józefa Oblubieńca Najświętszej Maryi Panny w Połczynie-Zdroju – parafia rzymskokatolicka należąca do dekanatu Połczyn-Zdrój, diecezji koszalińsko-kołobrzeskiej, metropolii szczecińsko-kamieńskiej. Została utworzona 18 listopada 1989 (od 28 grudnia 1978 samodzielny rektorat) z parafii pw. Niepokalanego Poczęcia Najświętszej Maryi Panny w Połczynie-Zdroju. Siedziba parafii mieści się przy ulicy Cmentarnej.

## Kościół parafialny
Kościół pw. św. Józefa Oblubieńca Najświętszej Maryi Panny w Połczynie-Zdroju
Kościół parafialny salowy został zbudowany w 1978, konsekrowany 13 grudnia 1978.

## Kościoły filialne i kaplice
Kaplica w domu Sióstr Salezjanek w Połczynie-Zdroju.